# Dutzow

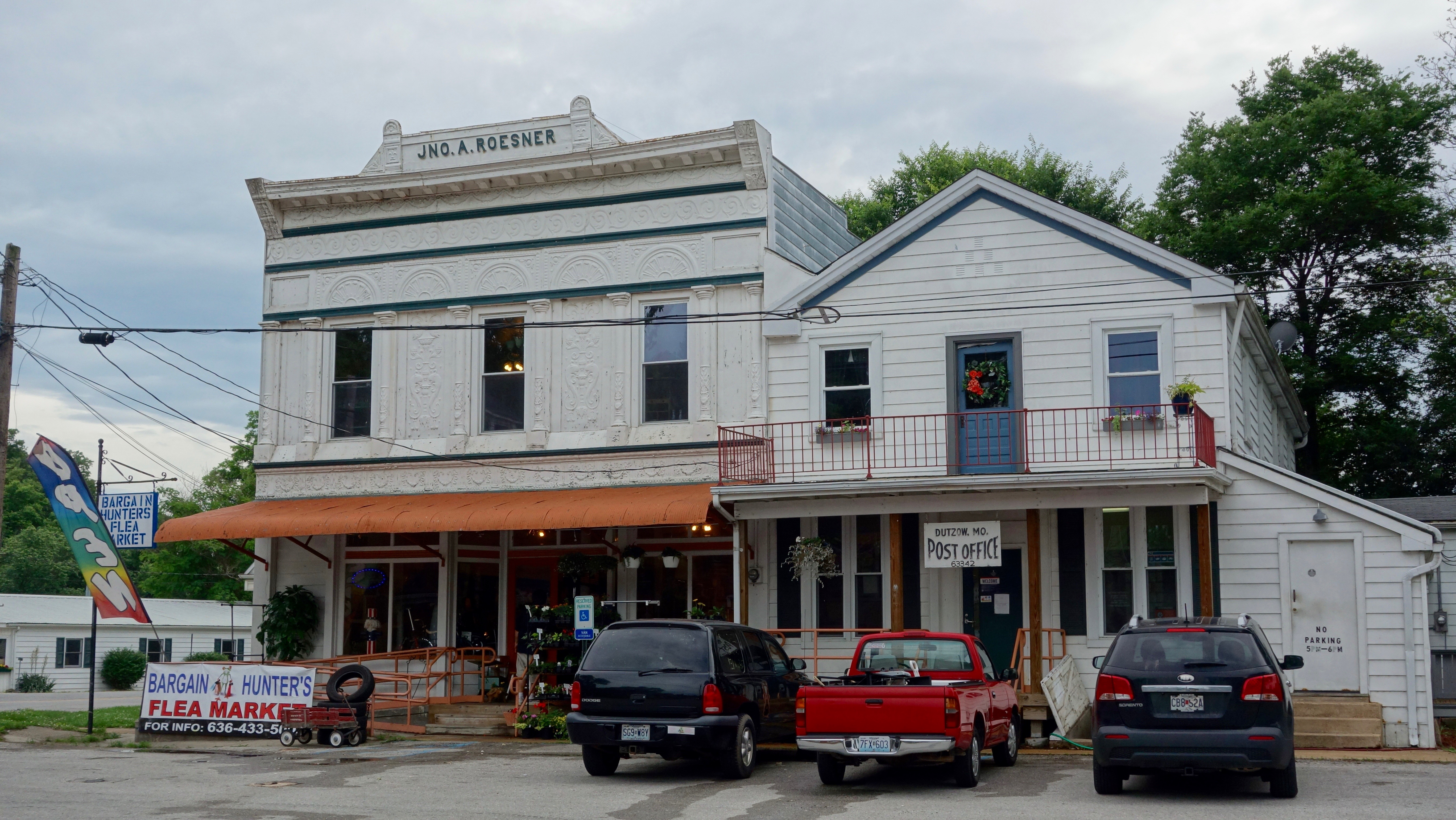
Dutzow, Missouri

Dutzow ist eine  Unincorporated Community im Warren County (Missouri, USA) an der Route 94, drei Meilen nördlich der Stadt Washington, Missouri. Dutzow liegt in direkter Nähe des Missouri River. Es ist die älteste deutsche Ortschaft im US-Bundesstaat Missouri. 
Der deutsche Arzt Gottfried Duden (1785–1855), der 1824 nach Amerika ausgewandert war und eine Farm 60 englische Meilen westlich von St. Louis nahe dem Zusammenfluss von Missouri River und Mississippi River erworben hatte, gründete die erste deutsche Siedlung in Missouri. Sie erhielt allerdings erst 1832 vom deutschen Baron Johann Wilhelm von Bock den Namen Dutzow, benannt nach dem gleichnamigen Dorf Dutzow (heute Ortsteil von Kneese) in Mecklenburg, wo Bock einen Gutshof besaß.
1834 ließen sich Friedrich Münch und Paul Follen, die Gründer der Gießener Auswanderungsgesellschaft, hier nieder. Friedrich Münch verzog später zum nahe gelegenen Ort Augusta, wo er mit seinem Bruder Georg ein Weingut gründete.